# Les germanes enfadades
Les germanes enfadades (títol original: Les Sœurs fâchées) és el primer llargmetratge d'Alexandra Leclère, estrenat l'any 2004. Ha estat doblada al català.

## Argument
Ja que un dels editors als quals ha enviat la seva primera novel·la li ha donat cita, Louise, esteticista a Le Mans, desembarca a París per tres dies. S'allotja amb la seva germana Martine, que no la suporta. No tenen d'altra banda res en comú. La càndida Louise no és gaire espavilada però té un gran cor. Martine no és més que un bloc d'amargor. Porta una vida de burgesa ociosa en un fantàstic pis dels bons barris, al costat d'un ric marit, Pierre, que no estima, i d'un fill del qual ella es desinteressa. Entre petites males passades i grans disputes, la cohabitació no és del tot tranquil·la.

## Repartiment
- Isabelle Huppert: Martine Demouthy
- Catherine Frot: Louise Mollet
- François Berléand: Pierre Demouthy
- Brigitte Catillon: Sophie
- Michel Vuillermoz: Richard
- Christiane Millet: Géraldine
- Rose Thiéry: Fernanda, la minyona
- Bruno Chiche: Charles
- Jean-Philippe Puymartin: L'editor
- Antoine Beaufils: Alexandre Demouthy
- Philippe Breton
- Philippe Cacheux
- Françoise Dubois
- Denis Sylvain

## Banda original
- Isabelle Huppert i Catherine Frot són assegudes davant de la televisió. Miren el film Les Donzelles de Rochefort, a continuació canten i imiten amb gestos La cançó de les bessones.
- Els Crèdits del final, Rue de Jollières, són d'Alexandra Leclère i de Philippe Sard i els canten Isabelle Huppert i Catherine Frot.
- Another One Bites the Dust - Queen (escena de la discoteca).
- Vull viure - Roméo et Juliette - Charles Gounod
- La traviata - Acte I - Giuseppe Verdi
- Bedroom Dancing - Day One (grup)